# リトルコップ
『リトルコップ』は、小林たつよしによる日本の漫画作品。『月刊コロコロコミック』（小学館）にて1988年11月号から1991年4月号まで連載された。単行本は全5巻。未収録エピソードあり。

## 概要
現代日本を舞台としたガンアクション警察漫画。刑事である主人公が現実の日本以上に凶悪な犯罪者たちを相手に、様々な銃火器兵器やミリタリー知識を駆使して戦っていく。基本は1話完結だが前後編や3 - 5話程度の中編も多い。戦う相手も単独犯から国際テロ組織、怪盗、ロボット技術者、走り屋など多岐に渡っており、遭難した子供を救助するような敵のいない話もある。協力としてレッドカンパニーがクレジットされていた。

## あらすじ
休日の東京ベイサイド。大迷路アトラクションに銃を持った犯罪者が逃げ込み、子供を人質に取る事件が発生する。ベイサイド署の刑事ブルが手をこまねいていたその時、迷路の立て板をぶち抜いて一発の銃弾が撃ち込まれ、犯人を気絶させた。発砲したのは新入り刑事の主人公・矢車弾。犯人はベイサイド署に連行されるが、仲間のテロリストが武装ヘリで救出に駆けつけベイサイド署を銃撃する。やむなく引き渡された犯人が今度は弾とブルに襲い掛かった。二人は自動車を使って猛追を回避しながら休日で人気をなくした丸の内までヘリを誘導。隙を突いて対戦車ライフルを撃ち込み、これを撃墜する。弾とブルとの刑事コンビが誕生し、犯罪者との戦いの幕が開いた。

## 登場人物・組織

### ベイサイド署
弾たちが勤務する警察署。犯罪者たちの襲撃により、最終回までに3度程破壊されている。
矢車弾（やぐるま だん）
本編の主人公。アメリカ育ちの青年で前任地であるニューヨークのブロンクス署では「リトル・コップ」の異名で通っていた。実年齢は20歳前後だが童顔で体も小さいため、しばしば子供と間違えられる。風船ガムを四六時中いつでも噛んでいる。
銃や操縦、運転の腕前やミリタリー知識も一級品。運動神経もよく少林寺拳法を使う。冷静な判断力を併せ持つ優秀な刑事だが子供っぽい純粋な部分も残っている。酒井法子などが好き。
遊びやホビーといった方面にも詳しく、自宅のアパートにファミコンやミニ四駆のコースなど様々な遊具を揃えて子供たちの遊び場にしており、その光景を見たブルは「まるで遊園地じゃないか」と驚いていた。
移動中の車内でプラモデルを組み立て、ブルに激怒されたこともある。
母親は弾の幼い頃に他界し、以降は刑事であった父親に愛情深く真っ直ぐに育てられた。上記した弾の銃の腕や車両飛行機類を始めとした各種機械の操縦技術、少林寺拳法、サバイバル知識は父によって仕込まれたものである。だが、その父は爆弾テロから市民、特に逃げ遅れた子どもたちを守るため犠牲となって命を散らす事となり、その事は弾の中で強いトラウマとなっている。そのため爆弾とテロリズム、特に民間人を狙った無差別テロを激しく憎悪しており、そうした犯罪に対峙する際には自らの内から湧き出る苛烈な憎悪に呑まれ我を忘れることすらある。特に爆弾魔の事件では犯人に対して殺意を持って発砲したが、ブルに制止された。後にブルをはじめとするベイサイド署の仲間に支えられて、トラウマを克服できるようになる。作中に登場する肉親の中で唯一健在なのは母方の祖父である白神会長のみである。
愛銃はベレッタM93R。物語開始当初はノーマルのものを使用していたが、後にある事件で父の理論によって弾が扱いやすいように改良されたギミック搭載銃である「ベレッタM93R リトルコップカスタム」の封印を解き、以降はそれを使用するようになる。当初ノーマルのベレッタM93Rを使用していたのは、リトルコップカスタムが父の思い出に直結する銃であり使用すれば父の死の辛さも思い起こしてしまうためであった。
愛車は父の形見でもあるマツダ・コスモスポーツ。覆面パトカー仕様になっている。
最終回では対テロ対策の精鋭部隊にスカウトされ、日本を去っていった。
ビッグブル＝荒波吾作（あらなみ ごさく）
ベイサイド署の刑事。大柄な体に禿頭と口髭が特徴の厳つい風貌から「ビッグブル」の異名で恐れられるが、内面は心優しく涙脆い。弾の良き相棒兼理解者。妻を通り魔に刺殺されて以来、独身のまま愛犬のブル太とともに暮らしている。
使用する銃はM10ミリタリー&ポリス。
弾にはため口をきかれ、「ブル」と呼ばれている。
おふくろさん
ベイサイド署の女性署長。職務に対しては厳格だが、部下たちからは母親のように慕われている。若い頃から弾の父親に惚れており、ギター弾き語りのテープを弾に内緒でダビングしている。弾を息子のように可愛がっている。本名不明。
ウォーレン・サムソン
ニューヨーク署から派遣された刑事。表面的には陽気な反面、事件現場では仲間を信頼せず、平気で見捨てたり盾にしたりしていたが、弾の熱意に心を開いていく。
愛銃はデザートイーグル。
風間一枝（かざま かずえ）
新任の女性刑事。未熟で空回りすることも多いが、弾たちに助けられ成長していく。好物はフルーツパフェ。ブルに続いて弾を署に連行した2人目。
青山
かつてブルとコンビを組んでいた新人刑事。署内の婦警と結婚を控えていたが、角田に刺殺される。

### 警察関係
嘉門（かもん）
警視庁特別任務課。隻眼。武者高志の作った私設軍隊を極秘に殲滅するため弾を含めた4人の特殊部隊を編成する。
河内三郎（かわち さぶろう）
重火器班の大柄な男。M60機関銃を腰だめで撃つ事ができる。（使用シーンは無いものの）M202ロケットランチャーも所持している。
服部泰三（はっとり やすぞう）
特殊工作班。くないや縄抜けなどの忍術を使う。
浅川ちなみ
メカニック班。女性。ナパーム手榴弾を自作する他、CH-47チヌーク輸送ヘリやM1エイブラムス戦車を操縦する事ができる。
折重昌也（おりしげ まさや）
特殊機甲兵（警官用強化スーツ）「オリオン」や重機動メカ「ゼウス」の開発者。自分と自分のメカを否定した弾への復讐を目論む。
警視総監
弾の報告を受けてオリオン計画の中止を決断する。最終回では弾に対して特殊部隊入隊のための辞職を勧めた。

### 犯罪組織および犯罪者
吉川
国際テロ組織「コブラ」構成員。AH-1ヒューイコブラで弾たちを追い詰めるが、撃墜される。
爆弾魔
特撮ショーのぬいぐるみに紛れて爆弾テロを繰り返していた。当然、弾の逆鱗に触れることとなり、追い詰められた上に逆上していた弾の怒りの発砲を受け、死の恐怖で卒倒する。
天野
暴力団・黒獅子一家の組長。マフィアと組んで武器を密輸し全国のヤクザ組織統一を狙う。戦車まで持ち出したが弾とサムソンの連携に敗れる。
二人組の誘拐犯
一攫千金を夢見て平成を誘拐したが、子供たちと弾の連携によって逮捕される。
ジャッカル
中東の要人たちを次々と暗殺したスナイパー。来日中のサダテ国王を狙うが弾に阻止され、自決する。
クール
ジャッカルの仲間の一人で爆破トラップのプロ。ビューティの作戦の巻き添えとなって射殺される。
ビューティ
催眠術で人間を操る冷酷な女。弾のスリングショットを食らい自動車に撥ねられ絶命する。
ゴリラ
巨漢の黒人。ビル爆破からも生き残るほど強靭な肉体を持つ。ベイサイド署に立てこもり弾に肉弾戦を挑むが、古傷を攻められ倒された。
リトル・ルパン
世紀の怪盗と呼ばれる少年。変装トリックでハワイの富豪から宝石「マウイの涙」を盗み出すが、弾によって失敗。この借りを返すため日本に潜入し、弾に化けて盗人警官を演じた。だがさすがに「リトルコップカスタム」は用意できずノーマルのベレッタ M93Rを使用して、ブルに違和感を与えるとともに突っ込まれてしまう（メンテナンス中だとごまかしたが）。
武者高志（むしゃ たかし）
元刑事。かつては「警視総監にまでなる」といわれた優秀な男だったが十年前に姿を消す。弾の父親の友人で、武器全般に詳しく弾に銃の撃ち方やフーセンガムの膨らませ方などを教えた。かつては（弾によれば）「やさしい人」であり「罪を憎んで人を憎まず」をモットーとしていた。しかし、「金や権力によって裁かれるべき犯罪が闇に葬られている」と主張、「日本の正義は武力によってのみしか守れない」と暴走し、麻薬を資金源にして私設軍隊を作り上げてしまう。同軍のボス時代には大型のサバイバルナイフとウィルディ・ピストルを携行。弾に正義を託して死んでいった。なお、武者の私設軍隊はトラップを張り巡らせた森林の奥の山岳地帯にトーチカを備えた地下陣地を構築。豊富なドラッグマネーを元手にして、M1エイブラムス主力戦車、AH-64アパッチ攻撃ヘリコプター、SA330ピューマ汎用ヘリコプター、AMX-VCI装甲兵員輸送車、M16自動小銃、MP5サブマシンガン、アーマライトAR-7（T-62シビリアン・ディフェンス・モデル）、M67破片手榴弾などを装備していた。
金閣
武者の私設軍隊の副将。長髪であり、ナチス武装親衛隊の軍服に似た制服を着用している。双剣を使うが、最後には自分を撃った武者と相打ちに。本名不明。
銀閣
同じく副将。格闘戦で弾と服部を追い詰めるが、弾が隠し持っていた実包で倒される。顔に多数の傷跡がある。本名不明。
山田権藤組の事務所に盗みに入った際、組長の殺人現場を目撃した。東海道新幹線で大阪から東京へと護送されるが、道中で権藤の刺客に狙われ、100系車内でも車外から銃で狙われ、車内販売で何かを買おうとした際に偶々しゃがんで弾の直撃を免れるが、不運にも車販スタッフに弾が直撃していた。
権藤権之介
権藤組組長。殺人を目撃した山田を消すため刺客を放つ。
黒いポルシェ
子供を轢き逃げし暴走族を振り切った暴走車。ドライバーの正体は不明。
角田希（かくた のぞむ）
脱獄囚。
ブルのかつての同僚・青山を刺し殺したことでブルの怒りを買い、顔を殴られまくった。屈辱から、ブルへの復讐を告げ、5年後に脱獄。ブルを因縁の地である工場に誘き寄せ、ブルを追ってきた弾を拳銃で負傷させる。2人を追い詰めていくもガムを銃口に詰まらせるという弾の機転に気づかなかったことが災いして、暴発で負傷。ブルに青山の形見の手錠をかけられ、再び逮捕された。
ボス
日本粛清組織「竜の牙」の中心人物。大晦日の夜、白神グループが建設中のツインタワービルを占拠して爆破。集合していた白神会長及び重役らを脅迫し、30億円を組織の口座に振り込ませた。平然と部下を見捨てる冷酷さと重傷を負いつつも敵を逃さない執念の持ち主。この話は単行本未収録である（雑誌掲載は1991年1月号と2月号）。
Gコマンド
弾の父を殺した国際テロ組織。日本を襲撃し始めたが、弾の活躍によって阻止される。

### その他関係者
子供たち
弾の家に集まって遊ぶ子供たち。その中には作者の過去作品である『ファミコンキャップ』や、当時、『リトルコップ』と同誌に連載されていた『ダッシュ!四駆郎』の登場人物の姿も。弾を兄のように慕っており、リーダー格のアキラやカーマニアのヒロちゃんをはじめ、各人が誘拐された平成の救出に協力した。
平成（ひらなり）
金持ちの子供。腎炎を患っているため3日に一度は人工透析を受けないといけないが、運悪くその日に誘拐されてしまう。周囲に溶け込めずに邪魔ばかりしており、20万円をかけて改造したRC操縦のヘリコプターを見せびらかしては周囲から嫌がられてはいたが、病状を知った子供たちは彼を救うために奔走し、和解する。名前の由来は当時改元したばかりの「平成」。
サタデ国王
アラブの国王。ジャッカルに命を狙われる。大柄で傲慢な人物だったが、自分を救った弾を見直した。
小林たつよし
作者。前述のリトル・ルパンの乳首露出の際、群衆の一人として登場し「好きで描いたんじゃないのよ!」と謝罪していた。
矢島
暴走族のリーダー。子供をひき逃げした黒いポルシェを弾とともに追うが返り討ちにされる。愛車はフルチューンされた日産・フェアレディZ。
ブル太
ブルの愛犬で小型のブルドッグ。強盗逮捕に協力する。
白神会長
弾の母方の祖父で白神グループ会長。多忙であるため弾と会えるのは一年の内で大晦日の一日だけ。弾が警察を辞め自分の後を継ぐことを望んでいる。この回で初めて弾の母親の顔が描かれた。
サブ
スキー場のある雪山の子供。都会者を疎ましがる。

## その他
- 特にメディア展開はされなかったが、MKGからリトルコップガムが発売されていた。
- 作者が執筆した『ゴジラVSビオランテ』のコミカライズ版では、弾とブルが自衛隊員として1コマだけ出演している。